# Protohippus
Genre
Protohippus est un genre fossile de chevaux qui a vécu à la fin du Miocène et lors du Pliocène inférieur. Il possédait trois doigts à chaque sabot.

## Liste des espèces
- Protohippus gidleyi
- Protohippus perditus
- Protohippus supremus
- Protohippus vetus

## Référence
- (en) Leidy 1858 : Notice of remains of extinct vertebrata from the valley of the Niobrara River collected during the exploring expedition of 1857 in Nebraska under the command of Lieut. G.K. Warren, U.S. Top. Eng., by F.V. Hayden, geologist to the expedition. Proceedings of the Academy of Natural Sciences of Philadelphia, vol. 26, p. 20-29